# Вулиця Сєнна (Краків)
Вулиця Сєнна (пол. Ulica Sienna)- вулиця в Старому місті Кракова .
Веде від Площі Ринок за лінією Планти до перехрестя вул. Вестерплатте, вул. Святої Гертруди та вул. Старовішльна (ul. Starowiślna). Це перший елемент колишнього шляху на Величку, Тарнув і Львів. Його продовженням є вулиця Старовішльна.
Назва Сєнна, що перекладається як «місце для продажу сіна», з'явилася в XV столітті  . Раніше вулиця називалася Звєженца (Zwierzęca) – туди зганяли тварин на бійню в Котлові, за мурами тодішнього міста. Потім вона називалася Школьна (Szkolna) через сусідню школу Діви Марії 

## Забудова
- вулиця Сєнна 1 (Площа Ринок 6) - Сіра кам'яниця. Бічний фасад кам'яниці та флігель, перебудований у XVII ст.
- вулиця Сєнна 2 (Площа Ринок 5) – кам’яниця Bidermanowska . Збудований у 1912–1914 роках за проєктом Генрика Ламенсдорфа після знесення старих будівель у 1907 році. З 2002 по 2013 роки в кам'яниці розташовувався ЕМПіК.
- вулиця Сєнна 3 - кам'яниця XV-XVII ст., перебудована за проєктом Станіслава Ґолембьовського у 1833 році. Наступна перебудова 1878 року.
- вулиця Сєнна 4 (пл. Маріацька 8) - Dom Pod Ogrojcem . Кам'яниця 1896 р. на місці давнішої, яку знесли.
- вулиця Сєнна 5 - Будинок Архибратства Милосердя. Це резиденція Архибратства Милосердя, заснованого священиком Петром Скаргою в 1584 році.
- вулиця Сєнна 6 (пл. Маріацька 7) - будинок священиків Mansjonarzy, збудований у 1912 році за проектом Адольфа Шишко-Богуша.
- вулиця Сєнна 7 (вул. Столярська 2) - кам'яниця Гутковського. Де жив і мав свою майстерню Тадеуш Кантор.
- вулиця Сєнна 8a (пл. Малий Ринок 8) - Монастир єзуїтів.
- вулиця Сєнна 13 - будинок колишньої неповної середньої школи св. Яцка .
- вулиця Сєнна 16 (ul. św. Krzyża 2-4) - будинок колишньої Лікарні убогих парафії Св. Марії. До 2020 року штаб-квартира Національного архіву в Кракові .
- вулиця Сєнна 17 - колишні ятки різників(домініканські ятки).

## Галерея

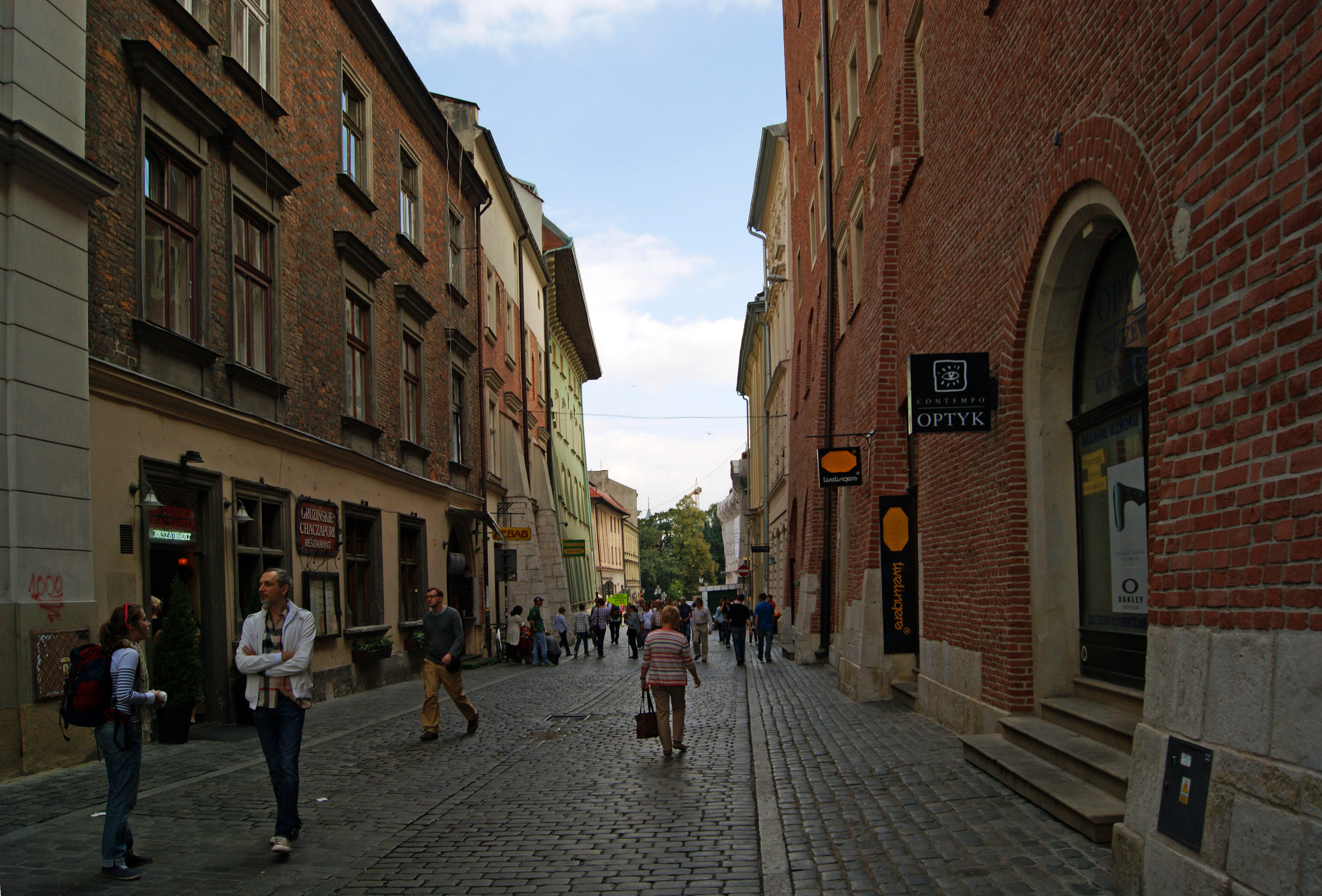
Вид на вулицю з сторони Головного Ринку.
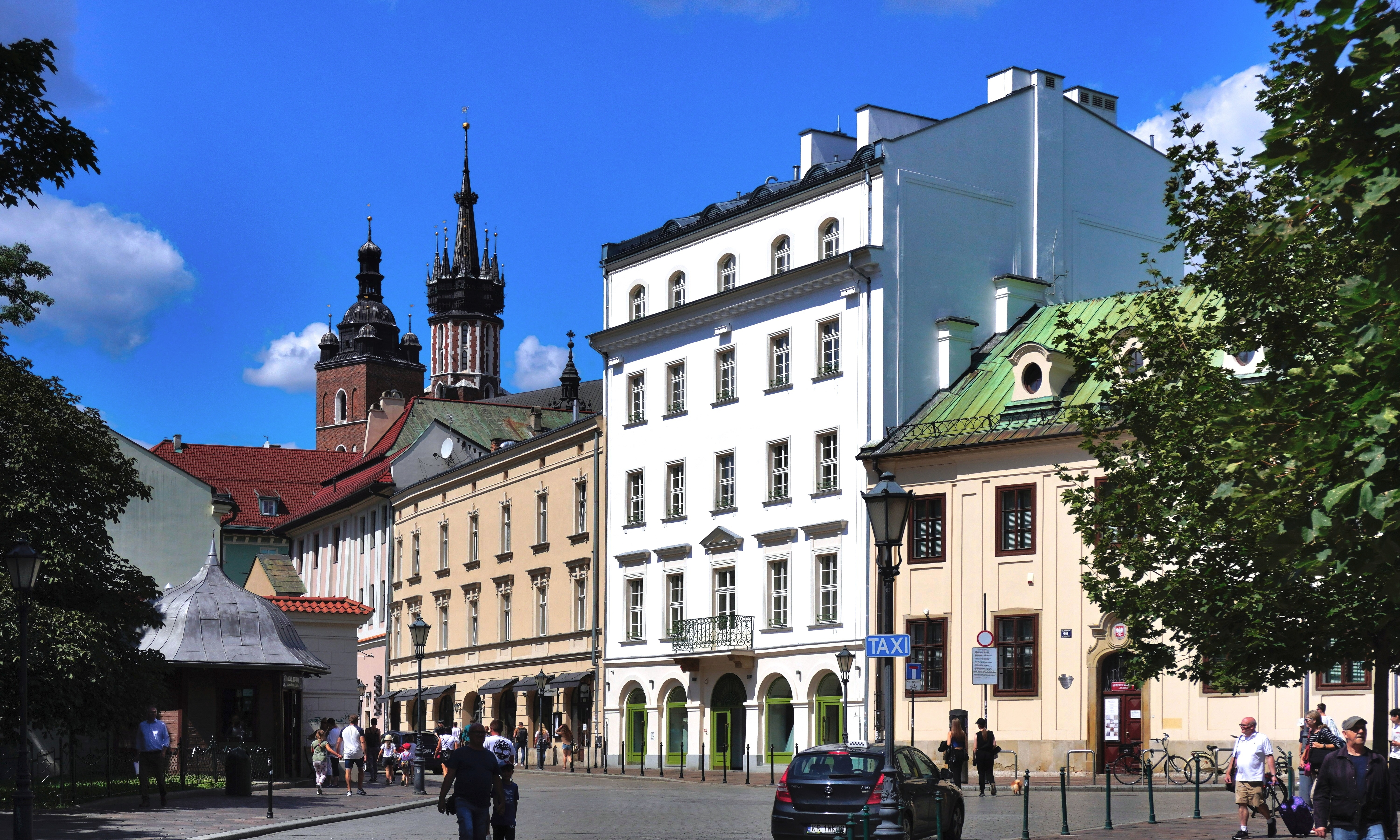
Вид на вулицю з сторони Плант
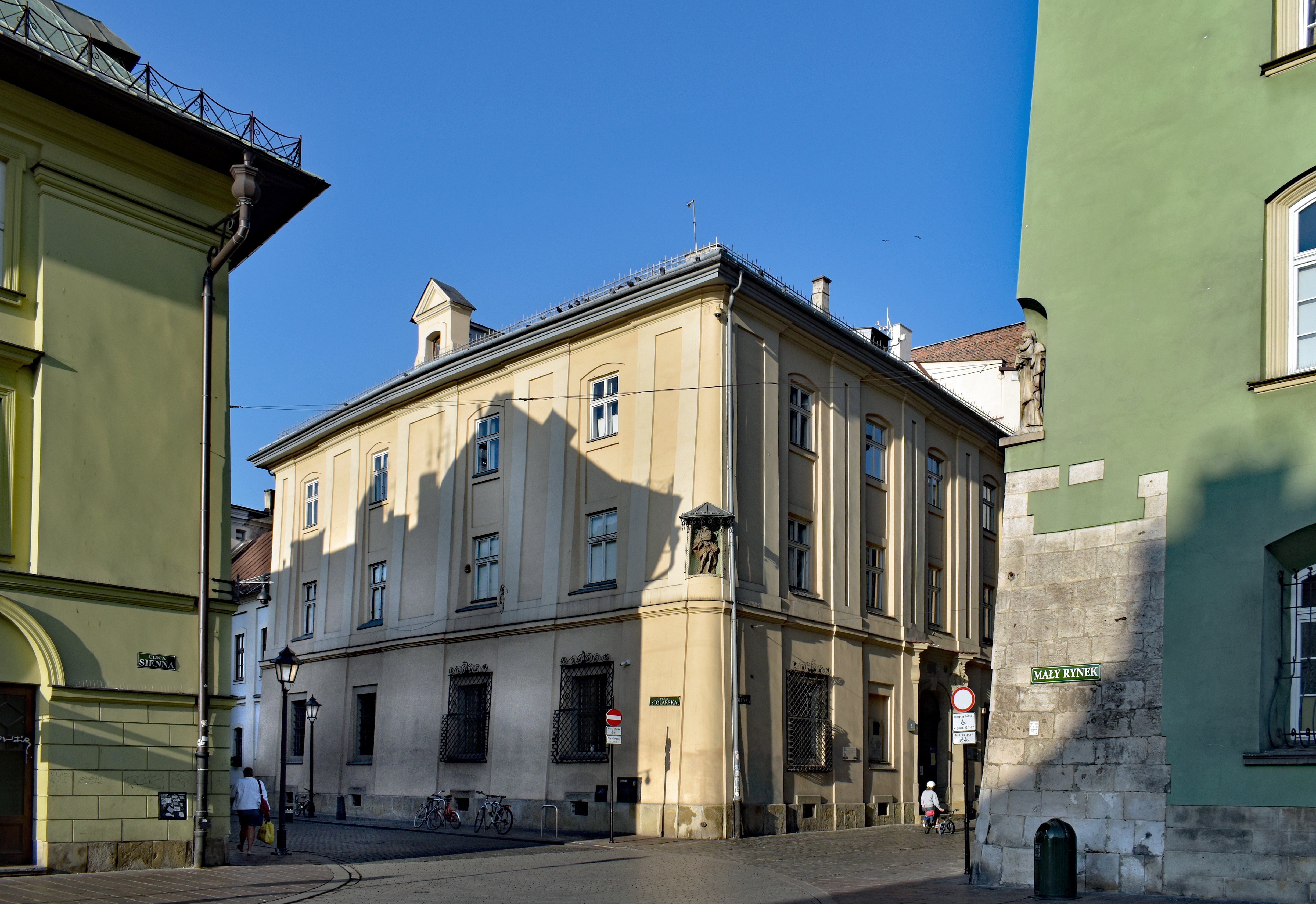
вул. Сєнна 5 Будинок Архибратства Милосердя
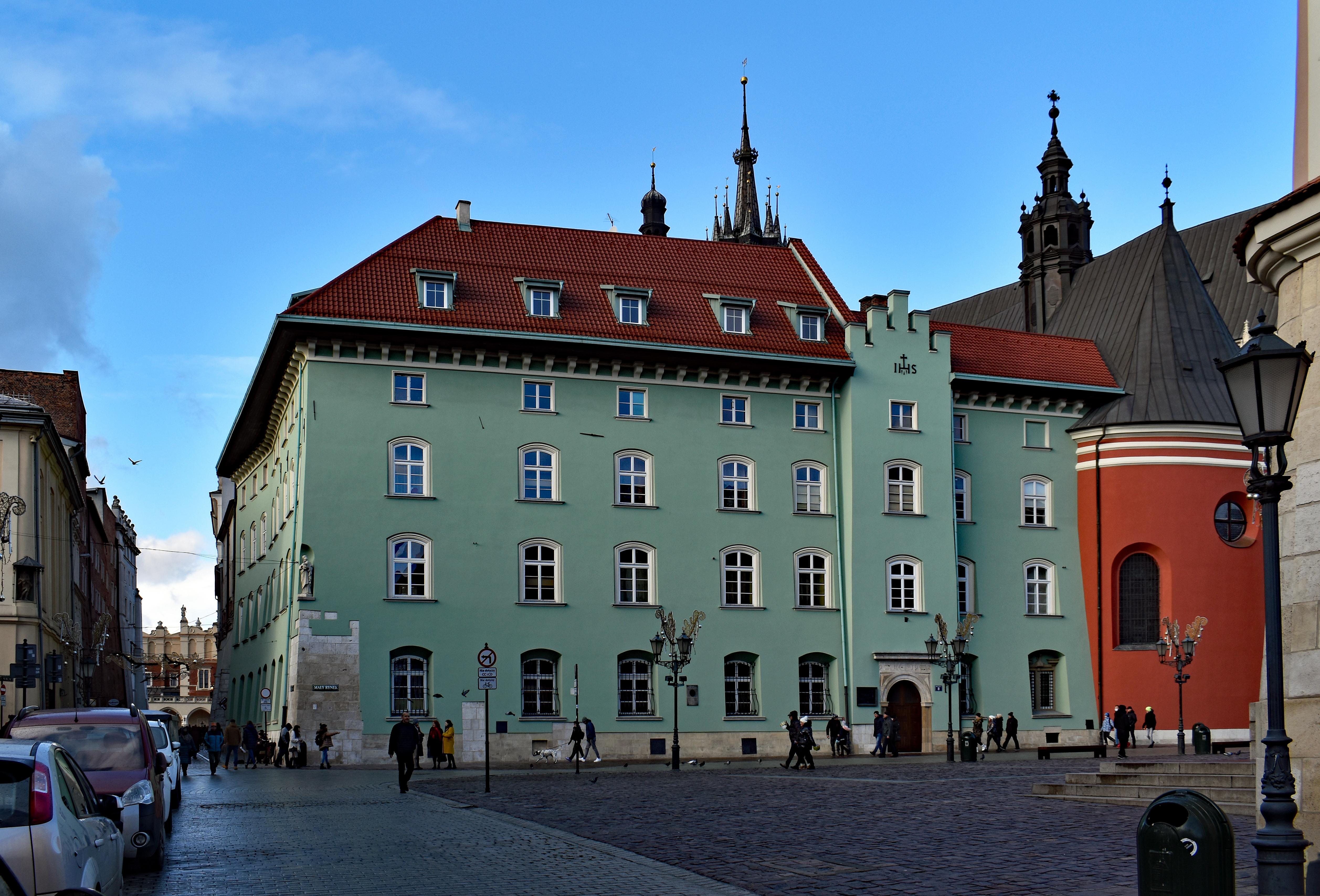
вул. Сєнна 8a Монастир єзуїтів
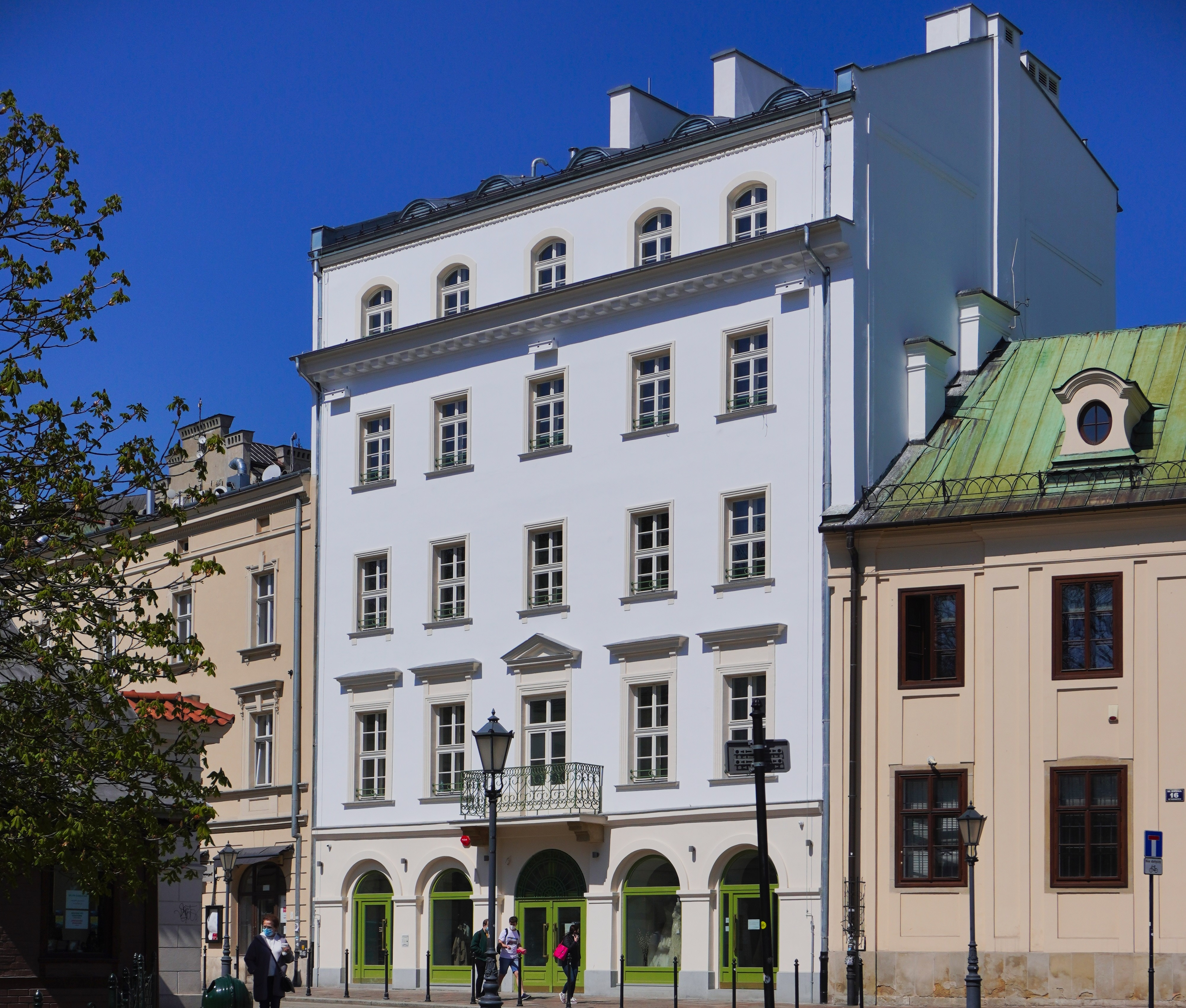
вул. Сєнна 14 кам'яниця (XIX/XX ст.)
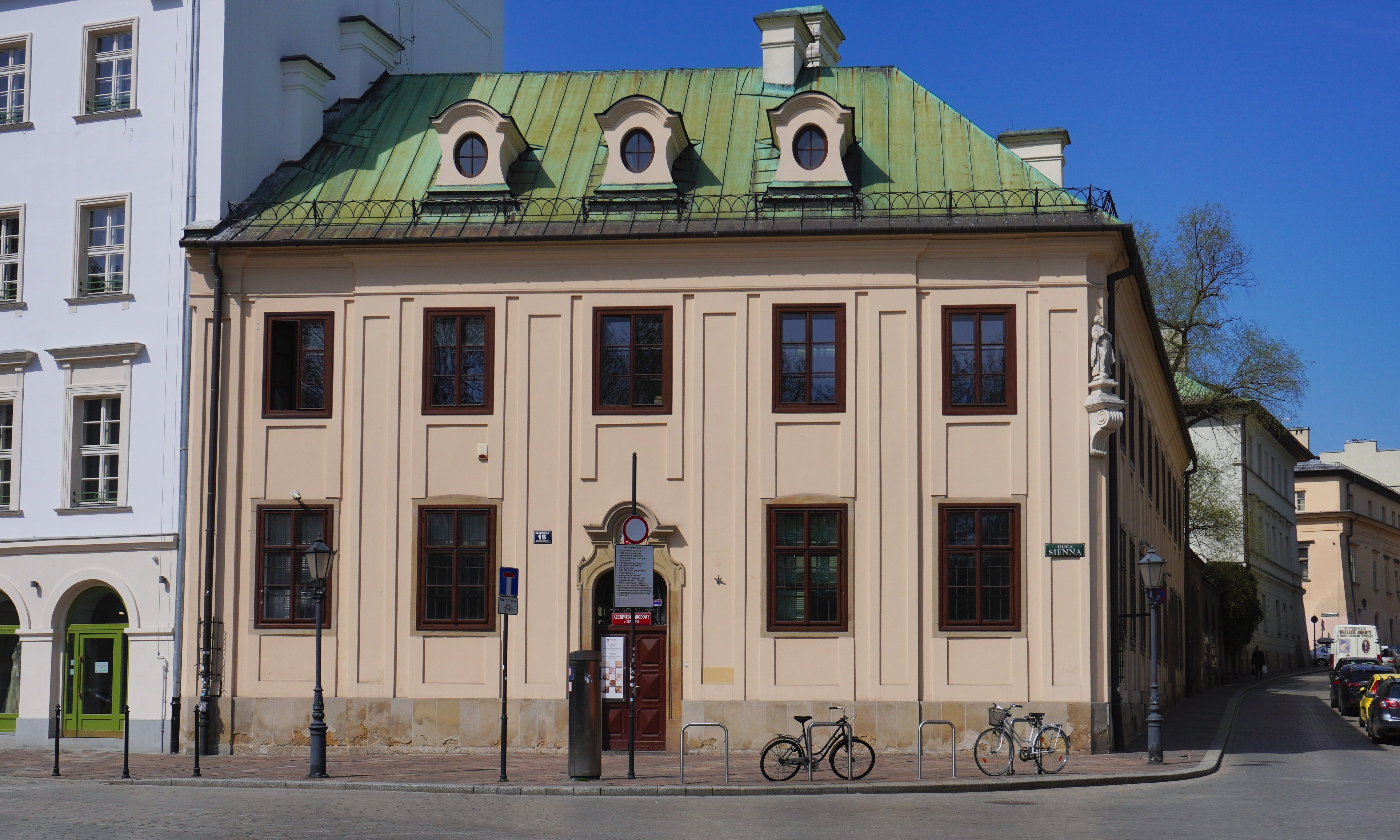
вул. Сєнна 16 будинок колишньої Лікарні убогих парафії Св. Марії
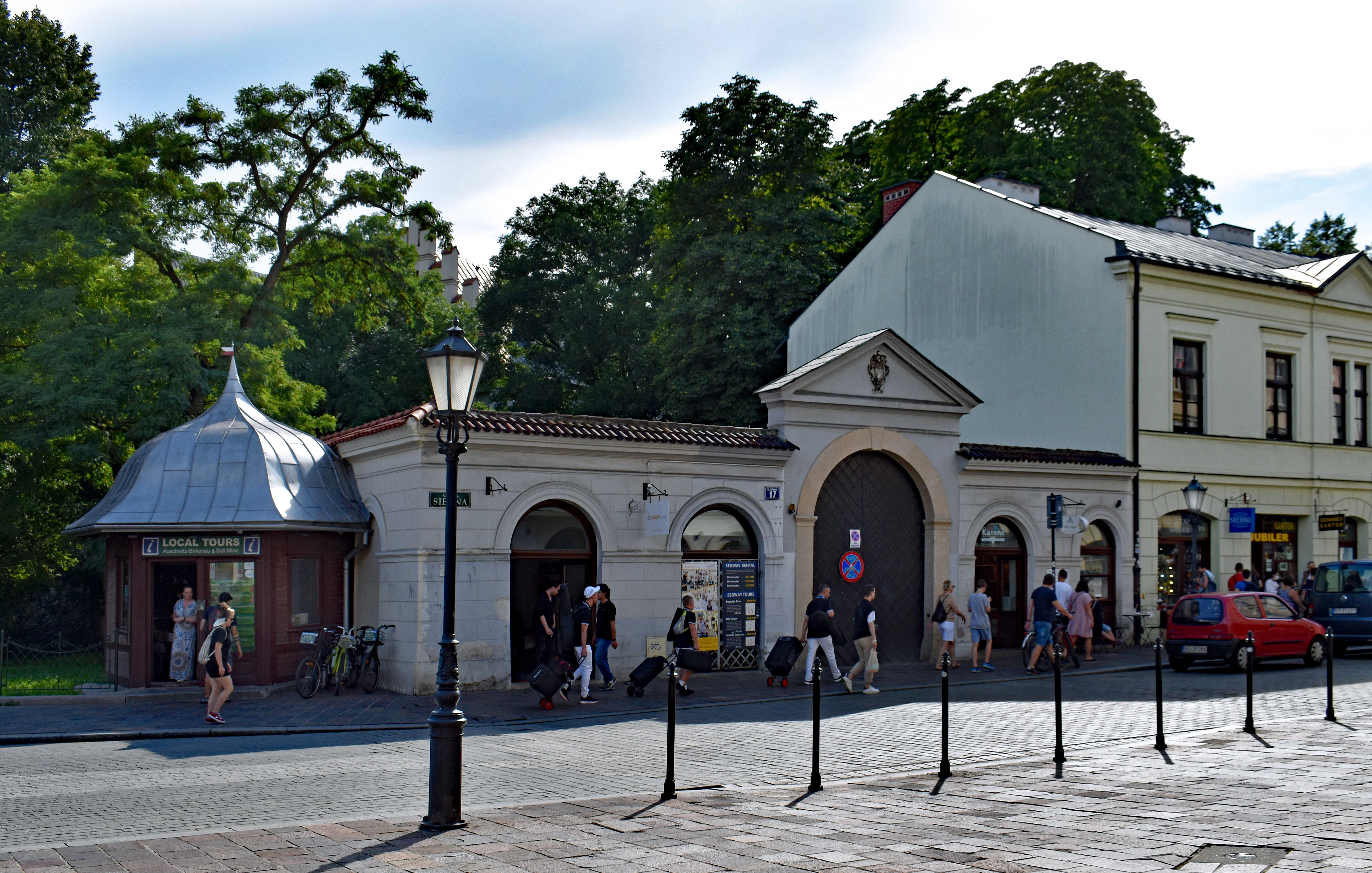
вул. Сєнна 17 домініканські ятки